# عميل (حوسبة)

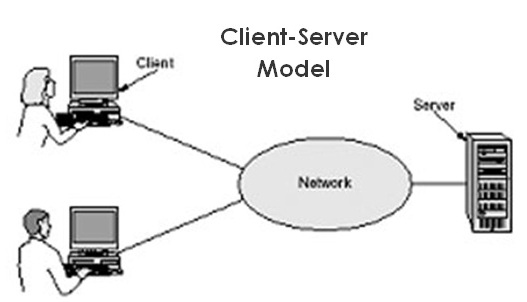

العميل أو الزبون  (بالإنجليزية: Client)‏ هو برنامج أو نظام يتعامل مع نظام حاسوب آخر يُسمى خادم من أجل الحصول على خدمة عن طريق شبكة.
لا يزال النموذج زبون-خادم منتشراً على الإنترنت، بحيث يتصل المستخدم بخدمة ما على نظام بعيد من خلال حزمة بروتوكولات الإنترنت. على سبيل المثال، متصفح الوب هو برنامج زبون يتصل بخادم الوب للحصول على صفحات الوب المطلوبة، وهكذا الأمر بالنسبة لكثير من الخدمات الأخرى مثل بروتوكول نقل الملفات وآي آر سي وقشرة آمنة وتل نت والمحادثة الفورية (Chatting) على اختلاف أنواعها.
في الوقت الراهن، تنتقل كثير من البرامج إلى عالم الوب، لتصبح مواقع وب، حتى كاد متصفح الوب يغدو زبوناً عالمياً. هذا يساعد المستخدم في التقليل من تحميل البرامج الضخمة من الإنترنت على جهازه؛ ومن الأمثلة على ذلك، بريد الوب، مثل موقع هوتميل وياهو وبريد جوجل.